# Prebold
Prebold (do 1952 Sveti Pavel pri Preboldu ali Šentpavel) je naselje s 1.700 prebivalci in središče istoimenske občine v Spodnji Savinjski dolini.
Kraj leži na terasi ob vznožju 626 m visokega hriba Žvajga, nad potokom/reko Bolsko. Nad naseljem je renesančna graščina z dvema vogalnima stolpoma. V kraju je bila nekdaj močna tekstilna industrija katere začetki segajo v leto 1842. Prebold je poznan tudi po čebelarstvu in to več stoletno tradicijo nadaljujejo še danes. V okolici je bilo rojenih več znanih oseb, kot so pisatelj Janko Kač, slovenski zborovodja in skladatelj Anton Schwab in amaterski režiser Lojze Fric.
V Preboldu si je vredno ogledati muzejsko zbirko Prebold skozi čas, ki prikazuje materialno, kulturno in duhovno dediščino tega območja. Prebold je tudi izhodišče planinske poti na 1119 m visoko Mrzlico.

## Izvor krajevnega imena
Krajevno ime je verjetno prevzeto iz nemškega imena Pragwald, kar je domnevno prevzeto iz slovenske besede preval s čimer je morda mišljen današnji prelaz Vrhe (725 mnm; koordinate: S 46º11', V 15º04'), prek katerega vodi cesta iz Prebolda v Trbovlje. Lokalno se kraj imenuje tudi Šempável, ta beseda se je v rednem jezikovnem razvoju razvila iz Šent Pavel. V starih listinah se kraj omenja leta 1302 ecclesia S. Pauli, 1426 apud S. Paulum, 1457-1461 zu sand Pauls, 1763-1787 Pragwold, Pragwald. Do leta 1952 se je kraj uradno imenoval Sv. Pável pri Préboldu, ime Prebold pa je prvotno označevalo le predel, ki se danes imenuje Graščina.